# 台北茜草树
台北茜草树（学名：Randia canthioides）为茜草科茜草树属下的一个种。